# Ianuarie 1993
Acest articol este generat integral pe baza informațiilor din articolul 1993 și este actualizat periodic de un robot.
 Editările făcute în articol vor fi șterse la următoarea actualizare! Dacă doriți să faceți modificări, editați articolul-sursă.

ianuarie -
februarie -
martie -
aprilie -
mai -
iunie -
iulie -
august -
septembrie -
octombrie -
noiembrie -
decembrie
Ianuarie 1993 a fost prima lună a anului și a început într-o zi de vineri.

## Evenimente
- 1 ianuarie: Scindarea federației cehoslovace în Republica Cehă și Slovacia.
- 2 ianuarie: În Germania, arhivele STASI sunt deschise publicului.
- 3 ianuarie: Moscova: Parafarea acordului de dezarmare strategică START II ce prevedea diminuarea în 10 ani cu două treimi a arsenalelor nucleare strategice ale Rusiei și SUA.
- 20 ianuarie: Democratul Bill Clinton a depus jurământul, fiind învestit drept al 42-lea președinte al Statelor Unite ale Americii.
- 26 ianuarie: Václav Havel a fost ales președinte al Cehiei

## Nașteri
- 6 ianuarie: Lil Reese, rapper american din Illinois
- 7 ianuarie: Jan Oblak, fotbalist sloven (portar)
- 11 ianuarie: Tatiana Gudkova, scrimeră rusă
- 11 ianuarie: Michael Vincent Keane, fotbalist englez
- 12 ianuarie: Zayn Malik (n. Zain Javadd Malik), cântăreț și compozitor britanic
- 13 ianuarie: Max Whitlock, sportiv britanic (gimnastică artistică)
- 16 ianuarie: WRS, cântăreț și compozitor român
- 16 ianuarie: Magnus Cort Nielsen, ciclist danez
- 17 ianuarie: Ádám Lang, fotbalist maghiar
- 18 ianuarie: Juan Fernando Quintero Paniagua, fotbalist columbian
- 19 ianuarie: João Mário (João Mário Naval da Costa Eduardo), fotbalist portughez
- 20 ianuarie: Nicholas Edward Choi, scrimer chinez
- 22 ianuarie: Netta Barzilai, cântăreață israeliană
- 23 ianuarie: Ryota Oshima, fotbalist japonez
- 26 ianuarie: Alexandru Cătălin Neagu, fotbalist român
- 27 ianuarie: Gheorghe Anton, fotbalist din R. Moldova
- 27 ianuarie: Yaya Sanogo, fotbalist francez (atacant)
- 27 ianuarie: Taro Daniel, jucător de tenis japonez
- 27 ianuarie: Gheorghe Anton, fotbalist moldovean
- 30 ianuarie: Andrei Vasile Muntean, sportiv român (gimnastică artistică)
- 30 ianuarie: Andrei Muntean (gimnast), gimnast român

## Decese
Adolf Haimovici, matematician român (n. 1912)
Ștefan Baciu, 74 ani, critic de artă, diplomat, memorialist, profesor universitar, traducător, ziarist, poet și eseist român stabilit în Statele Unite (n. 1918)
Sile Dinicu (Vasile Dinicu), 73 ani, compozitor, dirijor și pianist român (n. 1919)
Anton Crihan, 99 ani, avocat, autor, economist, politician, profesor și publicist român basarabean, membru al Sfatului Țării (n. 1893)
Edivaldo Martins Fonseca, fotbalist brazilian (n. 1962)
Victor Abens, 80 ani, politician luxemburghez (n. 1912)
Khachar (Rafik Khachatryan), 55 ani, sculptor armean (n. 1937)
Niculae Frânculescu, 67 ani, scriitor român (n. 1925)
Albert Hourani (Albert Habib Hourani), 77 ani, istoric britanic (n. 1915)
Vilmos Zombori, 87 ani, fotbalist român (portar), (n. 1906)
Mircea Gh. Degeratu, 92 ani, general de brigadă român (n. 1901)
Audrey Hepburn (n. Audrey Kathleen Ruston), 63 ani, actriță britanică de film (n. 1929)
Alexandra Indrieș (n. Gloria Barna), 57 ani, scriitoare română (n. 1936)
Kobo Abe (Kimifusa Abe), 68 ani, scriitor, fotograf și inventator japonez (n. 1924)
Hédi Nouira, 81 ani, politician tunisian (n. 1911)
Robert Jacobsen (n. Robert Julius Tommy Jacobsen), 80 ani, sculptor și pictor danez (n. 1912)
André the Giant, wrestler și actor francez (n. 1946)
Regina Alexandra a Iugoslaviei, 71 ani, soția ultimului rege al Iugoslaviei, Petru al II-lea (n. 1921)